# September 1978
Portal Geschichte | Portal Biografien | Aktuelle Ereignisse | Jahreskalender | Tagesartikel

◄ |
19. Jahrhundert |
20. Jahrhundert
| 21. Jahrhundert

◄ |
1940er |
1950er |
1960er |
1970er
| 1980er | 1990er | 2000er | ►

◄ |
1974 |
1975 |
1976 |
1977 |
1978
| 1979 | 1980 | 1981 | 1982 | ►

◄ |
Juni 1978 |
Juli 1978 |
August 1978 |
September 1978 |
Oktober 1978 |
November 1978 |
Dezember 1978 |
►
Dieser Artikel behandelt aktuelle Nachrichten und Ereignisse im September 1978.

## Tagesgeschehen

### Freitag, 1. September 1978
- Berlin/Deutschland: An den Polytechnischen und Erweiterten Oberschulen der DDR steht für alle Schüler der neunten und zehnten Klassenstufe ab heute das Pflichtschulfach Wehrunterricht auf dem Lehrplan. Die Leistungen werden nicht benotet.[1]

### Sonntag, 3. September 1978
- Albstadt/Deutschland: Ein Erdbeben der Stärke 5,7 Mw mit Epizentrum im Stadtteil Tailfingen verursacht Schäden in Millionenhöhe. Die schwer beschädigte Burg Hohenzollern bei Bisingen wird aufwändig instand gesetzt werden müssen.[2]
- Schesqasghan/Sowjetunion: Der deutsche Raumfahrer Sigmund Jähn kehrt nach 124 Erdumkreisungen auf die Erde zurück. Beim Landevorgang löst der Fallschirm an der Landekapsel nicht aus, aber die Insassen bleiben nach dem Aufprall auf die Steppe der Kasachischen SSR weitgehend gesund.[3]
- Vatikanstadt: Mit dem Italiener Albino Luciani wird in Nachfolge von Papst Paul VI. das neue Oberhaupt der Römisch-katholischen Kirche eingeführt. Für sein Amt wählte er den Namen Johannes Paul I.[4]

### Mittwoch, 6. September 1978
- Düsseldorf/Deutschland: Im Chinarestaurant „Shanghai“ erkennen Gäste den Terroristen Willy Peter Stoll, ein gesuchtes Mitglied der Roten Armee Fraktion. Er soll an mindestens drei Ermordungen beteiligt gewesen sein. Zwei Zivilfahnder stellen den Mann, der im nächsten Moment eine Waffe zieht. Einer der Polizisten schießt auf den Gesuchten und von vier Kugeln getroffen verstirbt Stoll auf dem Weg ins Krankenhaus.[5]

### Donnerstag, 7. September 1978

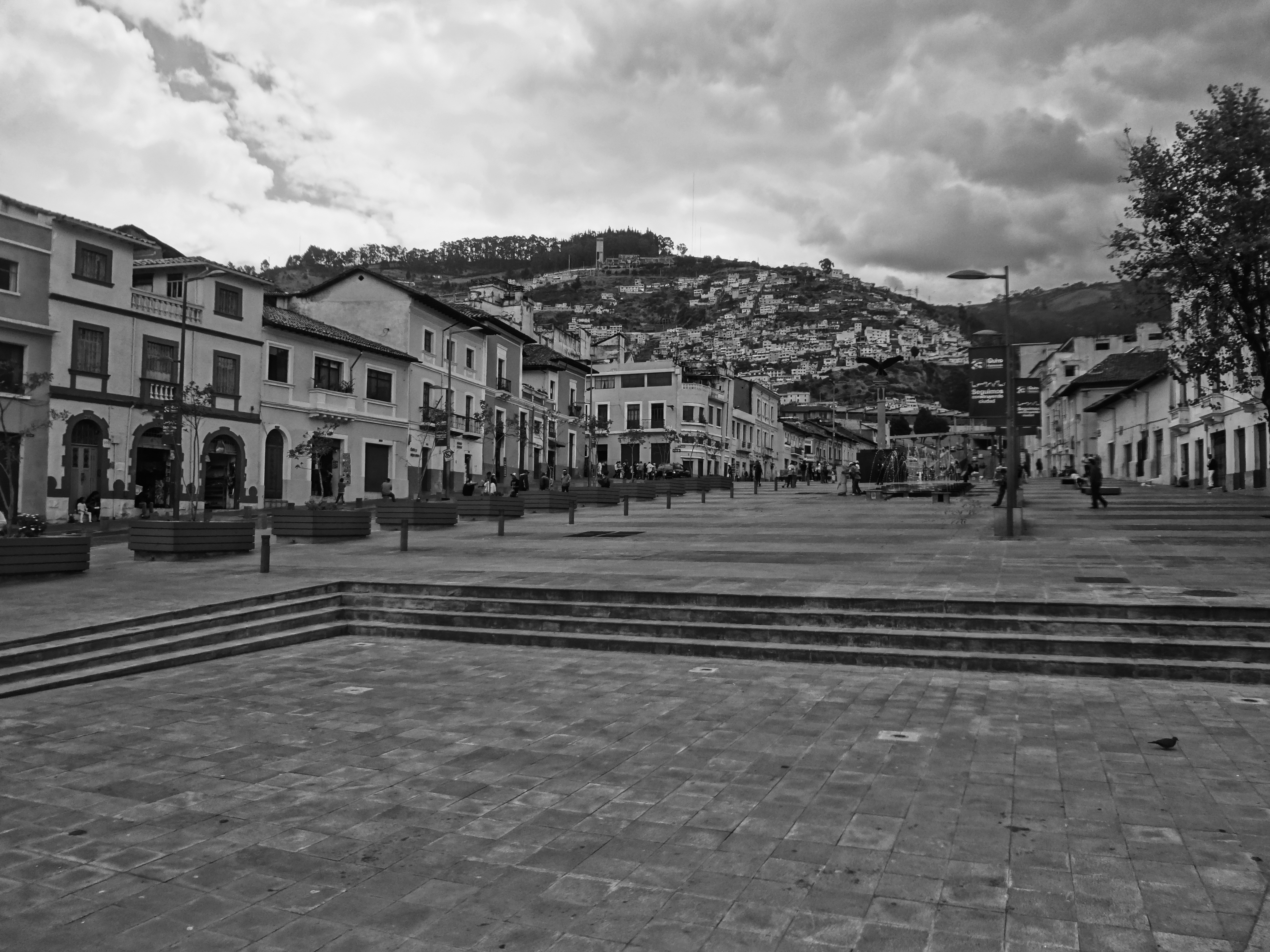
Die Vereinten Nationen führen eine Liste des „Welterbes“ ein, auf dieser steht auch Quito in Ecuador

- Washington, D.C./Vereinigte Staaten: Die United Nations Educational, Scientific and Cultural Organization (deutsch Organisation der Vereinten Nationen für Erziehung, Wissenschaft und Kultur, kurz UNESCO) stellt eine Liste mit Welterbestätten auf. Sie beinhaltet schützenswerte Naturräume, Bauwerke und Stadtanlagen. Einer von zwölf Einträgen ist der Aachener Dom in Deutschland.[6]

## Weblinks

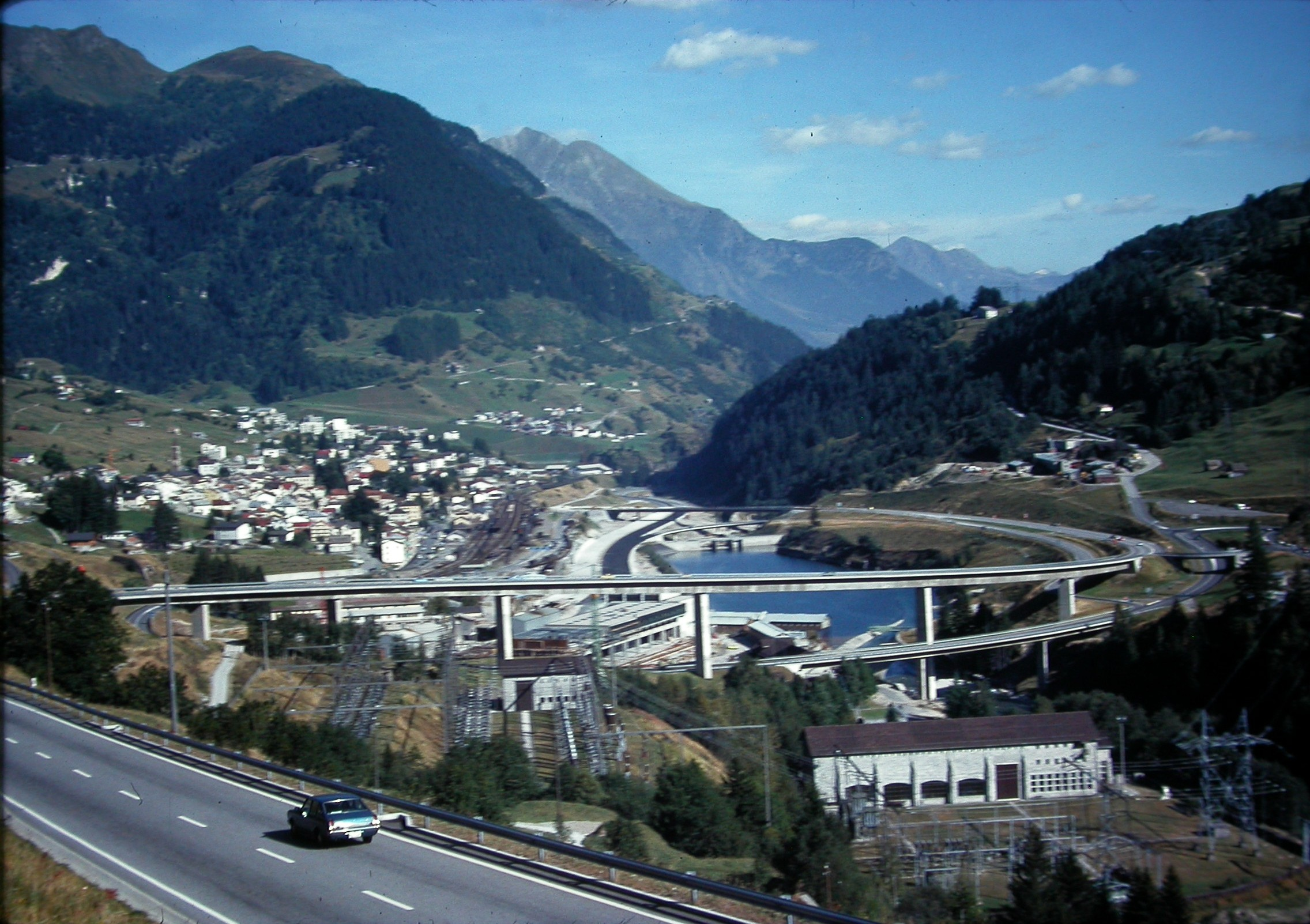
Tessin im September 1978

### Freitag, 8. September 1978

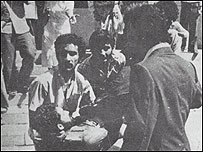
Teheran am 8. September

- Teheran/Iran: Schah Mohammad Reza Pahlavi setzt wegen der Stimmung gegen seine Machtfülle und seine Gleichgültigkeit gegenüber dem Islam das Demonstrationsrecht aus, dennoch versammeln sich verschiedene Gruppen auf dem Schaleh-Platz zu einer Demonstration gegen ihn. Die Streitkräfte töten eine unbekannte Anzahl der Versammelten, nach diversen Quellen mindestens 60.[7]

### Sonntag, 10. September 1978

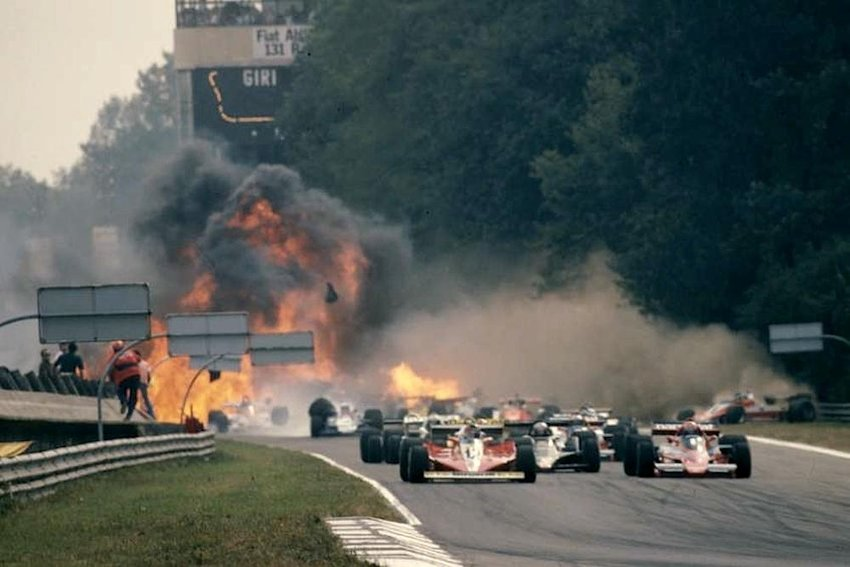
Massenkarambolage in der Automobil-WM

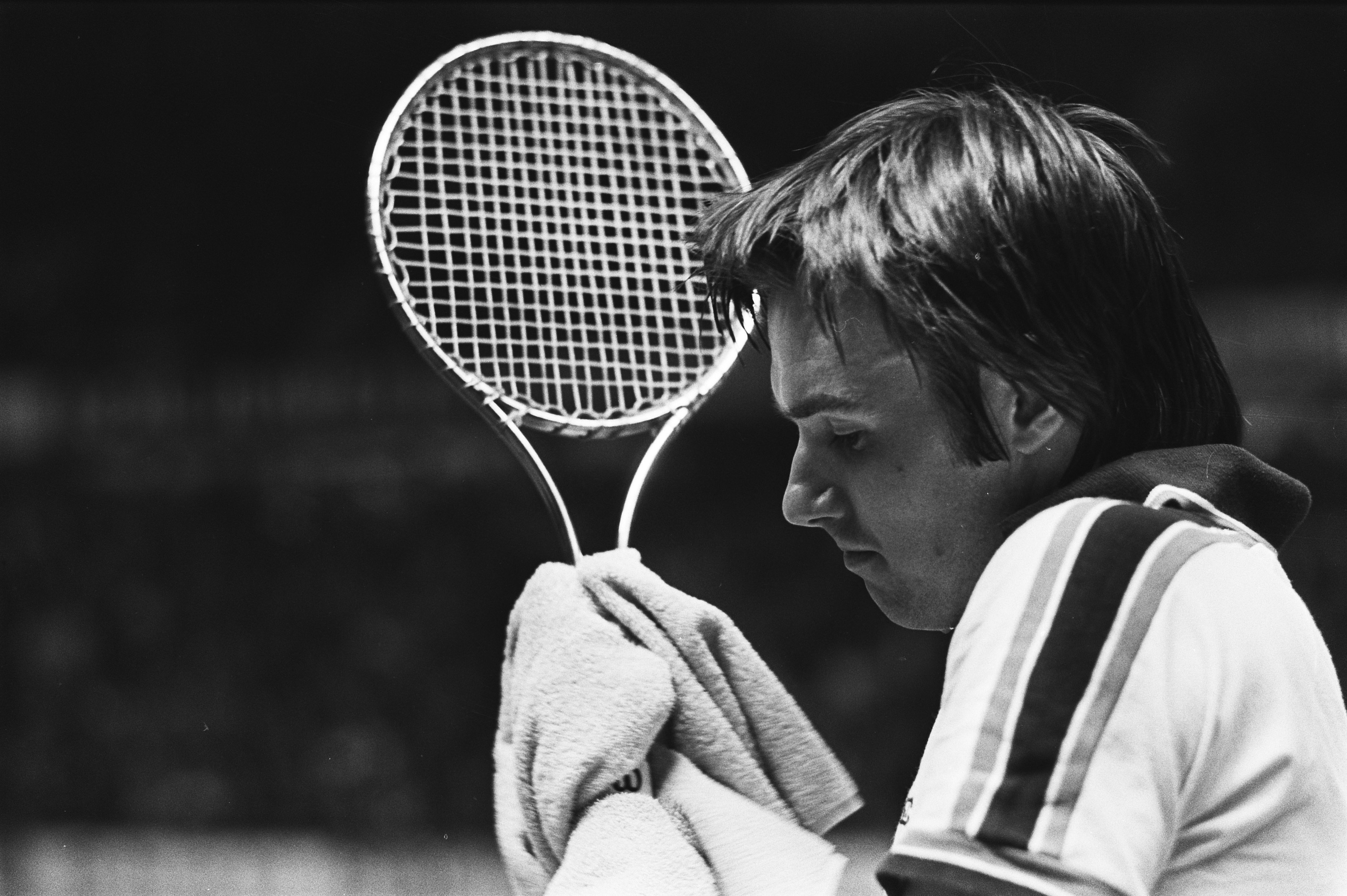
Jimmy Connors

- Monza/Italien: Mit Platz 6 im vorzeitig abgebrochenen drittletzten Rennen der Saison holt sich der amerikanische Rennfahrer Mario Andretti im Lotus 79 den Automobil-Weltmeisterschaftstitel der Fahrer. Sein Teamkollege Ronnie Peterson aus Schweden wird bei einer Massenkarambolage schwer verletzt und umgehend notoperiert. Er belegt weiterhin Platz 2 der Fahrerwertung.[8]
- New York/Vereinigte Staaten: Österreich hinterlegt bei den Vereinten Nationen die Ratifikation des UN-Zivilpakts. Er garantiert u. a. in allgemeiner Form das Recht auf Leben, das Verbot der Sklaverei und das Recht auf persönliche Freiheit. Die Interpretation dieser Rechte unterliegt der Souveränität der einzelnen Staaten.[9]
- New York/Vereinigte Staaten: Der amerikanische Tennisspieler Jimmy Connors gewinnt bei den US Open 1978 das Finale im Herreneinzel gegen den Schweden Björn Borg in drei Sätzen. Das Finale im Dameneinzel, das wegen Regens im Halbfinale um einen Tag verschoben wurde, gewinnt die Amerikanerin Chris Evert gegen ihre 16-jährige Landsfrau Pam Shriver in zwei Sätzen. Evert feiert ihren vierten Turniersieg in Folge.[10][11]

### Mittwoch, 13. September 1978
- Freiburg/Deutschland: Der 85. Katholikentag beginnt. Er trägt das Motto „Ich will euch Zukunft und Hoffnung geben“  und als Gast wird Mutter Teresa erwartet.[12]
- Managua/Nicaragua: Der diktatorisch regierende Präsident Anastasio Somoza Debayle weitet das Kriegsrecht auf das gesamte Land aus, da die Aufstände gegen die Diktatur auch nach der Niederschlagung des Putschs gegen den Präsidenten Ende August weiter anhalten.[13]
- Wien/Österreich: Bundespräsident Rudolf Kirchschläger beschließt im Streit um das fertiggestellte erste österreichische Kernkraftwerk, dass die Frage der zivilen Nutzung von Kernenergie durch eine Volksabstimmung zu klären ist. Damit droht dem Kernkraftwerk Zwentendorf eine Zukunft als „Investitionsruine“.[14]

### Donnerstag, 14. September 1978
- Wien/Österreich: Die Delegierten des Parteitags der FPÖ wählen den designierten Parteiobmann Alexander Götz offiziell in das höchste Parteiamt. Seine Wahl zeichnete sich seit Monaten ab.[15]

### Freitag, 15. September 1978
- Sinaloa/Mexiko: Die Bundespolizei erschießt nahe der Großstadt Culiacán den Drogenhändler und Bandenchef Pedro Avilés Pérez. Er war der erste mexikanische Drogenschmuggler, der Flugzeuge einsetzte, um kolumbianische Betäubungsmittel in die Vereinigten Staaten zu bringen. Auf Pérez’ Nachfolge in der kriminellen Vereinigung hat der ehemalige Polizist Miguel Ángel Félix Gallardo die besten Aussichten.[16]

### Samstag, 16. September 1978

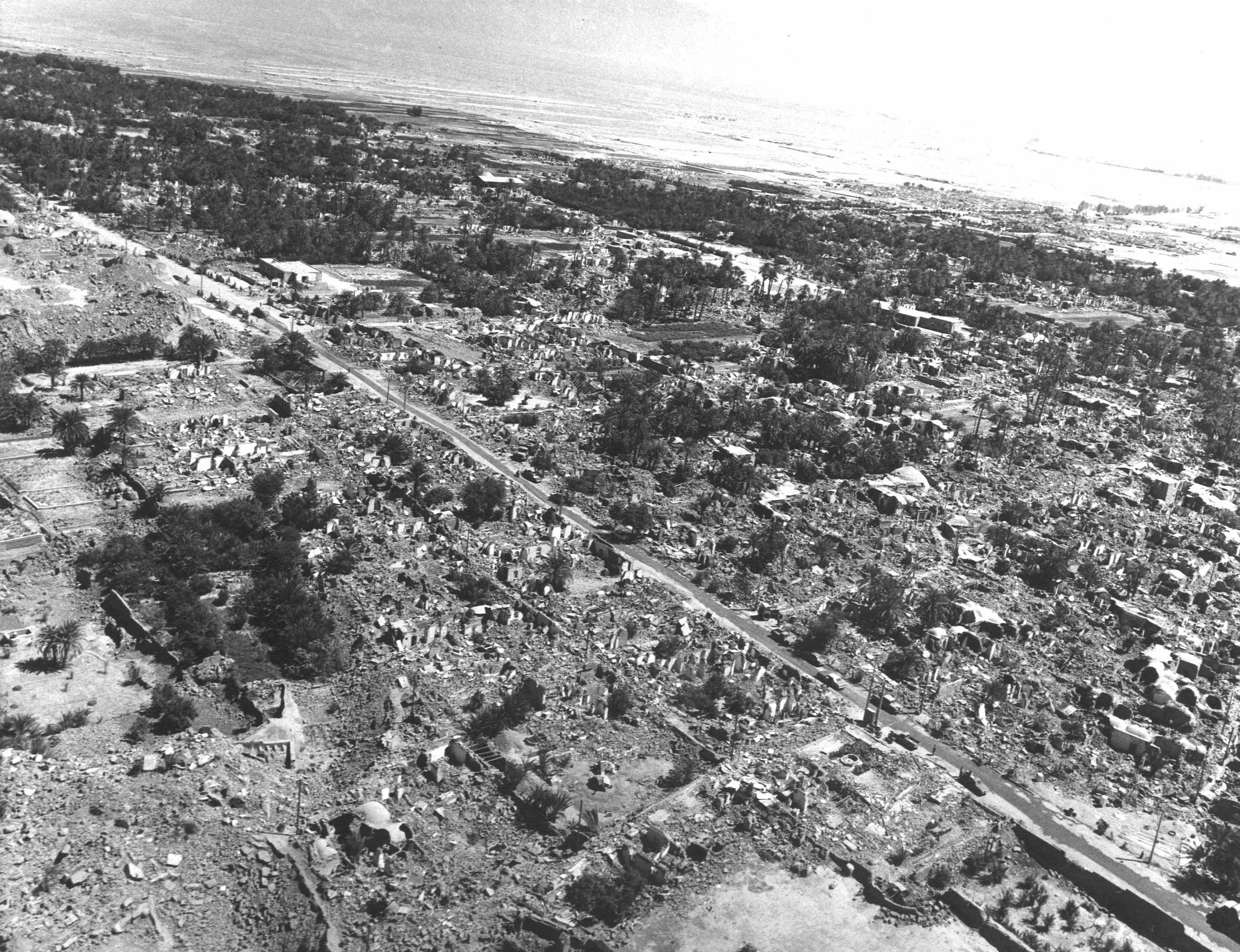
Tabas nach dem Beben

- Tabas/Iran: Ein Erdbeben der Stärke 7,8 Mw mit Epizentrum in der Provinz Süd-Chorasan fordert etwa 20.000 Menschenleben. Die Angaben zur Opferzahl gehen weit auseinander, der unterste Wert liegt bei 15.000. Zu schweren Schäden kommt es in 85 Dörfern und speziell in der Stadt Tabas.[17]

### Sonntag, 17. September 1978

Ägyptische Delegation in Camp David, 2.v.l. Anwar as-Sadat

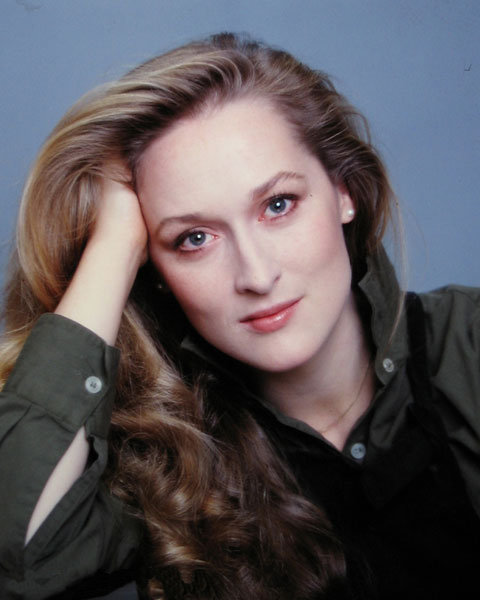
Meryl Streep

- Frederick County/Vereinigte Staaten: Israels Ministerpräsident Menachem Begin und Ägyptens Präsident Anwar as-Sadat einigen sich nach zwölf Verhandlungstagen unter Leitung des US-Präsidenten Jimmy Carter auf das Camp-David-Abkommen zur Lösung des Nahostkonflikts. Die israelisch besetzten Gebiete Gazastreifen und Westjordanland sollen für fünf Jahre einen Autonomiestatus erhalten. Das Abkommen gibt den Rahmen vor, in welchem weiter über die Bedingungen dieser Autonomie verhandelt werden soll. Das Treffen wird außerdem als Schritt in Richtung eines israelisch-ägyptischen Friedensvertrags gesehen.[18]
- Pasadena/Vereinigte Staaten: Bei der 30. Verleihung des Fernsehpreises Emmy wird u. a. die Amerikanerin Meryl Streep ausgezeichnet.[19]

### Dienstag, 19. September 1978
- New York/Vereinigte Staaten: Die Vereinten Nationen nehmen die seit circa zwei Monaten unabhängigen Salomoninseln als neues Mitglied auf.[20]

### Mittwoch, 20. September 1978

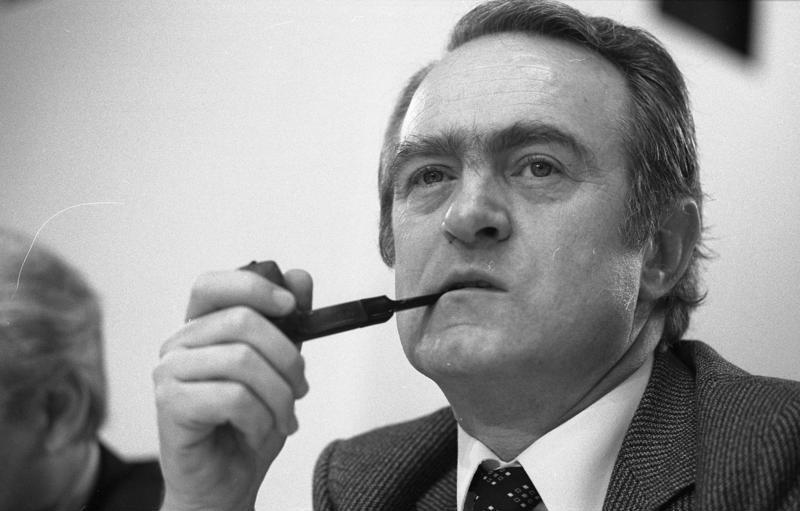
Johannes Rau

- Düsseldorf/Deutschland: Der auf einem Sonderparteitag der SPD Nordrhein-Westfalen zum Nachfolger des aus gesundheitlichen Gründen zurückgetretenen Ministerpräsidenten Heinz Kühn gewählte Landesparteivorsitzende der SPD Johannes Rau tritt sein Amt als neuer Chef der Landesregierung an.[21]

### Sonntag, 24. September 1978

Logo der RAF

- Dortmund/Deutschland: Die Mitglieder der Roten Armee Fraktion Michael Knoll, Werner Lotze und Angelika Speitel trainieren in einem Waldstück im Stadtteil Kirchhörde den Umgang mit Handfeuerwaffen. Zwei Polizeibeamte bemerken die Schüsse und stellen die Terroristen. Beim folgenden Schusswechsel werden ein Beamter und Knoll tödlich getroffen. Während Lotze fliehen kann, wird Speitel schwerverletzt verhaftet.[22]

### Freitag, 29. September 1978
- New York/Vereinigte Staaten: Der Sicherheitsrat der Vereinten Nationen ruft Südafrika in seiner Resolution 435 dazu auf, die „illegale Verwaltung“ seines nordwestlichen Nachbarlands Namibia zu beenden.[23]
- Vatikanstadt: Bei der ersten Zusammenkunft des Tages wird Papst Johannes Paul I. vermisst. Sein Privatsekretär sucht ihn in seinem Zimmer auf. Der Papst liegt augenscheinlich tot auf dem Bett, ein herbeigerufener Arzt stellt fest, dass er seit dem vergangenen Abend kurz vor Mitternacht nicht mehr am Leben ist. Sein Pontifikat währte 33 Tage.[24]

### Samstag, 30. September 1978
- Washington, D.C./Vereinigte Staaten: Der landesweite Government Shutdown beginnt, obwohl die Demokratische Partei die Mehrheit in beiden Häusern des Kongresses hat und mit Jimmy Carter den Präsidenten stellt. Der Haushaltsplan der Vereinigten Staaten wird jedoch wegen Differenzen beim Thema Abtreibung nicht bewilligt.[25]